# USS Claxton (DD-140)
«Клакстон» (англ. USS Claxton (DD-140) — військовий корабель, ескадрений міноносець типу «Вікс» військово-морських сил США за часів Другої світової війни.
«Клакстон» був закладений 25 квітня 1918 року на верфі Mare Island Naval Shipyard у Вальєхо, де 14 січня 1919 року корабель був спущений на воду. 13 вересня 1919 року він увійшов до складу ВМС США. Входив до складу сил, що діяли біля Західного узбережжя США. 5 грудня 1940 року переданий до Королівського ВМФ Великої Британії під назвою «Солсбері» (I52), за угодою «есмінці в обмін на бази», де проходив службу перші роки Другої світової війни. У вересні 1942 переданий до складу Канадських ВМС, у червні 1944 року виведений зі складу флоту та проданий на брухт.

## Історія служби

### 1942
8 травня 1942 року корабель приєднався до сил З'єднання «W» на острові Мальта. Забезпечував прикриття перекидання винищувальної авіації з авіаносців «Восп» та «Ігл» на обложений острів.
21 червня 1942 року «Солсбері» вийшов разом з есмінцями «Джорджтаун», «Волверін», «Вансітарт», «Бодісі», «Бігл», «Ріплі», «Сент-Олбанс», «Відет» для забезпечення ближнього ескорту конвою WS 20 до Фрітауна.
23 червня «Солсбері» забезпечував охорону з крейсером «Делі», есмінцями «Боудісіа», «Сент-Олбанс», «Лімінгтон» і «Кеппель» у ближньому ескорті океанського лайнера «Квін Елизабет» при його проходженні конвоєм WS 19Y Західними підходами на Близький Схід.
29 липня 1942 року есмінець «Солсбері» разом з «Бремгем», «Вілтон», «Кеппель», «Бістер» вийшли з Клайду на проведення через Південно-Західні підходи надскладного і стратегічно важливого конвою WS 21S з Гібралтару на Мальту.